# Giuseppe Pizzardo
Giuseppe kardinál Pizzardo (13. července 1877, Savona – 1. srpna 1970, Řím) byl italský římskokatolický kněz, kardinál, prefekt Kongregace pro katolickou výchovu , který podporoval v dobách komunistické totality Papežskou kolej Nepomucenum.